# 帕羅特 (喬治亞州)
帕羅特（英語：Parrott）是一個位於美國喬治亞州特勒爾縣的城鎮。

## 地理
帕羅特的座標為31°53′39″N 84°30′40″W / 31.89417°N 84.51111°W，而該地的平均海拔高度為140米（即459英尺）。

## 人口
根據2010年美國人口普查的數據，帕羅特的面積為2.00平方千米，當中陸地面積為2.00平方千米，而水域面積為0.00平方千米。當地共有人口158人，而人口密度為每平方千米79人。